# Тімант
Тімант (400 р. до н. е.) — давньогрецький художник. Народився в Самосі. Суперник Паррасія.
Картини:
- «Жертвоприношення Іфігенії»
- «Сплячий Поліфем, зріст якого вимірюють маленькі сатири»

У своїх творах Тіманта згадують Плутарх і Пліній Старший.